# 7594 Shotaro
7594 Shotaro (1993 BH2) là một tiểu hành tinh vành đai chính được phát hiện ngày 19 tháng 1 năm 1993 bởi T. Seki ở Geisei.